# ポーランド正教会
ポーランド正教会（ポーランド独立正教会とも。ポーランド語: Polski Autokefaliczny Kościół Prawosławny）は、世界の正教会とフル・コミュニオンにある独立正教会の一つである。同教会は第一次世界大戦後にポーランドが独立を回復した際、東部在住のポーランド人・ウクライナ人・ベラルーシ人の正教徒を管轄するために1924年に設立された。
正教会は一カ国に一つの教会組織を具えることが原則だが（ポーランド正教会以外の例としてはギリシャ正教会、ルーマニア正教会、ロシア正教会、日本正教会など。もちろん例外もある）、これら各国ごとの正教会が異なる教義を信奉している訳ではなく、同じ信仰を有している。

## 独立正教会設立以降の歴史

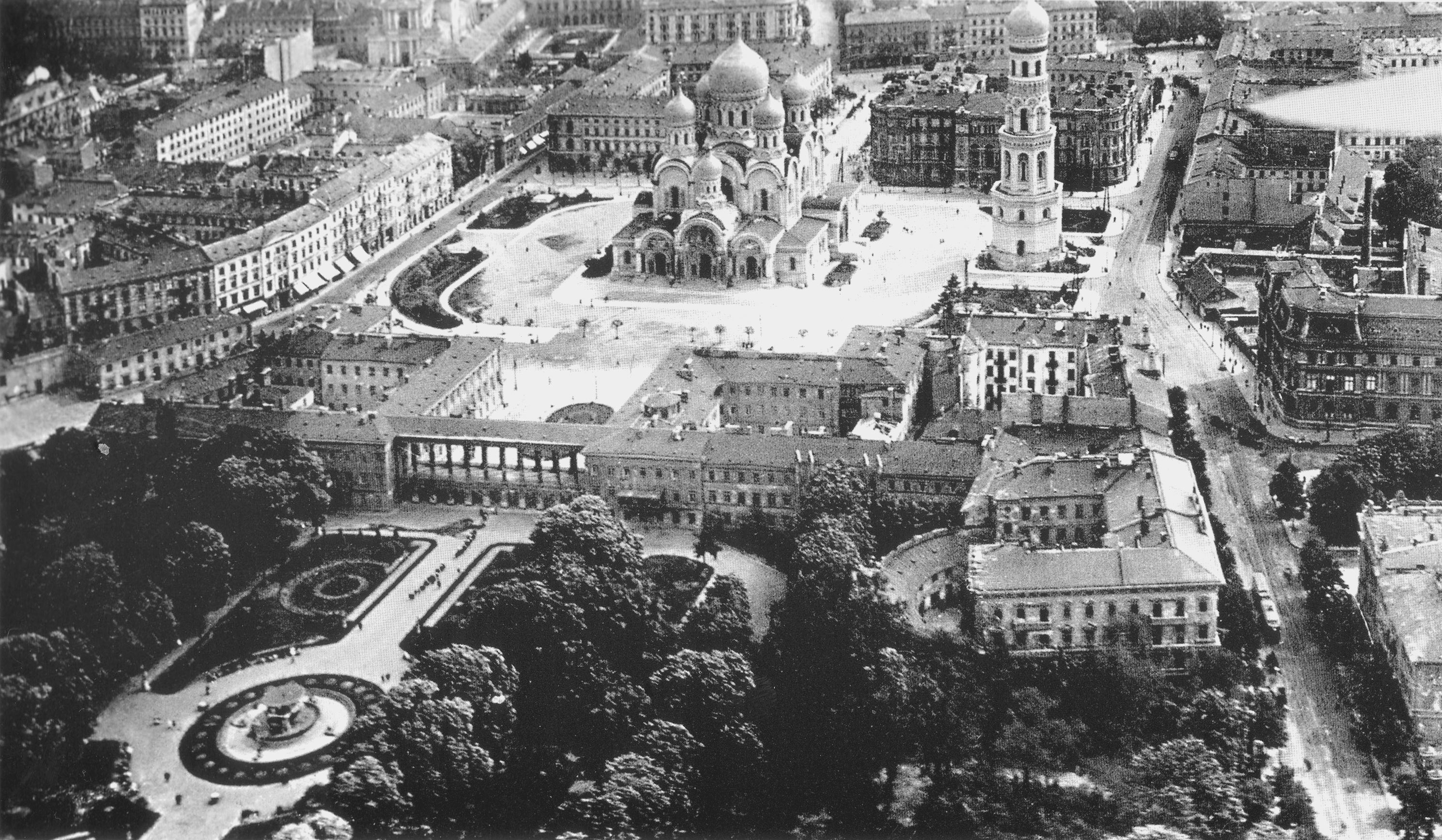
19世紀以来ワルシャワのサスキ王宮前中央広場にあったアレクサンドル・ネフスキー大聖堂。のち1924年から1926年にかけて爆破解体された。

独立教会の設立は、ポーランド・ソビエト・リガ平和条約によって旧ロシア帝国西部の領土が大量にポーランド（第二ポーランド共和制）に帰属した後で着手された。正教は西ベラルーシと、ウクライナのヴォルィーニ地方に広がっていた。教会の結び付きがロシア正教会に対するソ連政府による弾圧によって失われた事で、一時的に神品には動揺が起こったが、コンスタンディヌーポリ全地総主教庁は旧ロシア帝国の遺領に成立した新興諸国地域における幾つかの自治正教会設立に着手していく中で、1924年にポーランド独立正教会の設立を認可した。
こうした動きが行われていたのに対し、ポーランド政府は教会と神品に対して厳しい制限を課した。
1795年のポーランド分割と1830年から1831年にかけての11月蜂起の記憶が代々語り継がれ、さらには1863年の1月蜂起と1919年から1921年にかけてのポーランド・ソヴィエト戦争の記憶がまざまざとポーランドに残っていた。ロシア帝国が革命でソ連となって以降、無神論を標榜して正教会への弾圧を始めロシア民族主義もソ連体制によって否定されていたが、これとは関係なく、ポーランド人のロシア人やロシア文化に対する不信感や嫌悪感は根強く、正教会に対する否定的感情も強かった。
代表的な例として、国会決議でアレクサンドル・ネフスキー大聖堂の解体が決定され、1924年から1926年にかけて大聖堂は爆破解体されたことが挙げられる。
ワルシャワ市内の他の正教会の聖堂については、ポーランド独立以来市内のロシア人住民がほとんどいなくなったため、その数が大幅に減少した正教徒が奉神礼を行えるように2箇所の聖堂のみが教会施設として保存維持されることとなったが、残りは解体された。
同様の運動は他の地域にも広がり、ヴォルィーニ地方では全部で190の正教会の聖堂が解体され、さらに150の聖堂がカトリック教会のものに転用された。正教会の生神女就寝ポチャイフ大修道院に対する法廷聴聞も幾度か開催された。
第二次世界大戦後、民族的にはウクライナ人・ベラルーシ人が多い地域はソ連に編入されたが、そこにはポーランド正教会の教会・集会の80%が含まれていた。これらは復活したモスクワ総主教庁に新たに編入された。残りの教会はなおヘウムとビャウィストク周辺の最東部を含むポーランド共和国領内で、ポーランド正教会の管掌下に維持されることとなった。
1948年、ロシア正教会もポーランド正教会に独立正教会としての地位を認めた。

## 現況

ウッチにあるアレクサンドル・ネフスキー大聖堂。

ポーランド正教会はワルシャワ府主教によって管掌される。また、6つの主教区が存在する。
- ワルシャワとビエルスク（Bielsk）教区
- ビャウィストクとグダニスク教区
- ウッチとポズナン教区
- ヴロツワフとシュチェチン教区
- ルブリンとヘウム（Chełm）教区
- プシェムィシルとノヴィ・ソンチ教区

教会の大半は東部の国境地帯付近に集中しており、相当な数にのぼるマイノリティ（少数民族）であるベラルーシ人とウクライナ人が参加している。全体として、大体40万人ほどの信徒が居る。現在、教会は府主教サワによって管掌されている。
2002年にポーランド正教会の聖シノドは、ヘウムとポドラシエ（Podlachia）で1940年代に致命した新致命者達を列聖した。

## 分類
- 正教会（ギリシャ正教、東方正教会） — 正教会の洗礼・聖体機密（聖体礼儀）を含む機密（秘蹟）は全ての正教会で有効。「ルーマニア正教会」「ロシア正教会」は組織名であり、一組織を信仰するかのような「ロシア正教を信仰する」「グルジア正教を信仰する」といった表現は誤りである。
  - 独立正教会（一部からの承認のみのものを含む）
    - アメリカ正教会
    - アルバニア正教会
    - アレクサンドリア教会（アレクサンドリア総主教庁）
    - アンティオキア教会（アンティオキア総主教庁）
    - ウクライナ正教会 (2018年設立)
    - エルサレム教会（エルサレム総主教庁）
    - キプロス正教会
    - ギリシャ正教会
    - グルジア正教会
    - コンスタンティヌーポリ教会（コンスタンティヌーポリ全地総主教庁）
    - セルビア正教会
    - チェコスロバキア正教会
    - ブルガリア正教会
    - ポーランド正教会
    - マケドニア正教会　一部のみその地位を承認。
    - ルーマニア正教会
    - ロシア正教会

  - 自治正教会（一部の承認のものも含む）
    - エストニア使徒正教会 — 一部のみその地位を承認。承認していない教会からは一教区扱い。
    - シナイ正教会
    - 正統オフリド大主教区 — 一部のみその地位を承認。承認していない教会からは一教区扱い。
    - 中国正教会 — 一部のみその地位を承認。承認していない教会からは一教区扱い。
    - 日本ハリストス正教会 — 一部のみその地位を承認。承認していない教会からは一教区扱い。
    - フィンランド正教会

  - 自主管理教会
    - アンティオキア正教会北米大主教区
    - ウクライナ正教会 (モスクワ総主教庁系)
    - エストニア正教会 — ロシア正教会の自主管理教会。
    - 在外ロシア正教会
    - モルドバ正教会
    - ラトビア正教会
    - 他